# Machowa (góra)
Machowa (464 m n.p.m.) – góra na Pogórzu Śląskim, wznosząca się od północnego zachodu nad centrum Cisownicy w województwie śląskim. Nazwa pojawia się też w formie Machowa Kępa lub Machula. Na dawnych mapach austriackich występowała pod nazwą Woytowa.

## Położenie i charakterystyka
Machowa leży w głównym wododziale Polski, rozdzielającym dorzecza Odry i Wisły, biegnącym od Wielkiej Czantorii przez Małą Czantorię, Tuł i Zagoj na Machową, a dalej przez Jasieniową i centrum Goleszowa na Chełm. Jej kształtny masyw o słabo rozczłonkowanych stokach, wydłużony wyraźnie w osi wschód-zachód, wznosi się o 60–100 m ponad otaczające ją doliny. Południowo-zachodnie zbocza góry odwadnia potok Łabański, poprzez Puńcówkę i Olzę należący do dorzecza Odry, natomiast wschodnie i północne – Radoń ze swym lewobrzeżnym dopływem Podłęczanką, należąca przez Bładnicę do dorzecza Wisły. Cały masyw Machowej znajduje się w granicach sołectwa Cisownica.

## Geologia
Masyw Machowej budują intensywnie sfałdowane skały osadowe, zaliczane do warstw cieszyńskich (niższy poziom płaszczowiny cieszyńskiej). Północne stoki Machowej zbudowane są z dolnych łupków cieszyńskich, należących do najwyższego piętra jury (tyton), natomiast stoki południowe - z wapieni cieszyńskich, stanowiących już najstarsze ogniwo kredy (berrias) i wydobywanych tu dawniej do wypalania wapna. Są to najstarsze skały karpackiego fliszu – ich wiek oceniany jest na 150-140 mln lat.

## Flora
Północne stoki Machowej są w większości zalesione. W drzewostanie dominuje buk, towarzyszą mu m.in. grab, jawor i świerk. Na grzbiecie, nieco na wschód od wierzchołka, rośnie potężny buk zwany "Babą Jagą", o obwodzie pnia 3,5 m. i wys. ok. 30 m. oraz znacznej rozpiętości korony, chroniony jako pomnik przyrody. Liczy on sobie ok. 140 lat. Stoki południowe prawie aż po szczyt pokrywają łąki, pastwiska, lokalnie pola. Ciepłolubne zarośla na ich skraju i obrzeża lasu są miejscem występowania lokalnych populacji storczyka buławnika czerwonego i kruszczyka drobnolistnego, a także storczyka bladego.

## Pamiątki historyczne
W latach 90. archeolodzy Bożena i Bogusław Chorąży odkryli na szczycie Machowej pozostałości prehistorycznej osady. Zidentyfikowano niski wał kamienny na planie elipsy, północną stroną opierający się o szczytowe partie góry. Południowa krawędź wału jest słabo widoczna, a wschodnia zachowana częściowo. Teren grodziska posiada lekkie nachylenie ku południu. Od strony wschodniej istniało prawdopodobnie podgrodzie lub inna część grodziska, którego wał został zniszczony w XIX w. przez lokalne wyrobiska wapienia. Zachodnia krawędź grodziska przebiega tuż nad okopem z 1944 r, który w dalszej części uszkodził wał. Okopy, ziemne schrony i łączące je transzeje, budowane przez Niemców w lipcu i sierpniu 1944 r., widoczne są do dziś w kilku miejscach w masywie Machowej. Na północnych stokach rozpoznawalne są zagłębienia i doły w miejscach, w których zakopano rozstrzelanych obywateli Cisownicy. Obecnie po ekshumacji ich szczątki spoczywają na cmentarzu w Cisownicy.
U podnóża północnych stoków Machowej, przy drodze do Dzięgielowa, znajduje się obelisk wzniesiony dla uczczenia pamięci mieszkańców Cisownicy, którzy zginęli w latach 1939 - 1945 w walce z hitlerowskim najeźdźcą.